# Sun Room
Sun Room — американський серф-рок гурт із південної Каліфорнії, заснований у 2020 році.
Гурт зауважив, що, хоча їх звучання можна було б віднести до загального терміну серф-рок, але краще описати музичний стиль гурту, як рок; назвавши серф-аспект їхньої творчості більше естетикою, заснованою на тому, де і як вони виросли.

## Історія
Концепцію гурту розробив вокаліст і гітарист Люк Асгіан під час карантину 2020 року. 
Гітарист Ештон Мінніч був першим, хто приєднався до Люка Асгіана, також до них приєднались басист Макс Пінамонті та барабанщик Гіббі Андерсон, які знали Асгіана з попереднього гурту, учасниками якого вони були.
У 2020 році гурт Sun Room випустив свій перший мініальбом Sol Del Sur та сингл «Just Yesterday».
У 2021 році гурт випустив другий мініальбом Somewhere Tropical та сингл «Crashed My Bike».
Асгіан називає TikTok першим популяризатором гурту. «Я просто з примхи створив цей TikTok. Я навіть забув, що я це зробив. Але  наступного дня я перевірив, і там було тисячі і тисячі переглядів. За один день після виходу мініальбому Sun Room у нас було більше стрімів, ніж у всіх моїх шкільних гуртах разом узятих, це було божевілля».
Після буму на TikTok, гурт виступив на музичному фестивалі Austin City Limits у 2021 році.
Гурт Sun Room підтримував ірландський гурт Inhaler під час їхнього першого туру по Америці у 2021 році та в Європі у 2022 році.
У 2022 році гурт Sun Room підтримував англійського співака та автора пісень Луї Томлінсона (Louis Tomlinson) під час його однойменного світового туру по Північній Америці та Латинській Америці. Луї Томлінсон заснував і курував фестиваль інді музики, Away From Home Festival, в Іспанії. У 2022 гурт Sun Room виступив на цьому фестивалі.
Після цього гурт Sun Room вирушив в свій перший хедлайнерський тур по США. Крім того, були випущені сингли «Clementine» і «I Want You». 
у 2023 році Гурт Sun Room випустив третій мініальбом Outta Their Minds, а також сингли «Cadillac» і «Kaden's Van». 
Гурт Sun Room знову підтримував ірландський гурт Inhaler, на цей раз під час їхнього туру Cuts and Bruises, у США. Також гурт виступив на фестивалі Shaky Knees Music Festival.
Восени 2023 року гурт Sun Room вирушив у свій другий тур у Північній Америці. Андерсон залишив гурт в серпні, у турі його замінив Томас Роудс.
Усі чотири оригінальні учасники привнесли в музичний стиль гурту власні музичні вподобання: Асгіан привніс серф, Пінамонті привніс класичний рок 70-х і нью-вейв 80-х, Мінніх привніс хеві-метал, а Андерсон привніс соул.
На музичний стиль гурту вплинули такі виконавці, як Skegss, Wallows, FIDLAR, Inhaler, Surf Trash і Daphne's Couch, а також гурти 60-х, такі як The Seeds, The Birds і The Ventures.
Студентська газета Washington Square News, в огляді виступу гурту у Mercury Lounge, у Нью-Йорку, у 2021 році, описала гурт як «сучасну версію гурту The Beach Boys».

## Учасники гурту
Поточні
- Люк Асгіан (Luke Asgian) — вокал і гітара
- Ештон Мінніх (Ashton Minnich) — гітара
- Макс Пінамонті (Max Pinamonti) — бас
- Томас Роудс (Thomas Rhodes) — ударні (приєднався у 2023 році)

Колишні
- Гіббі Андерсон (Gibby Anderson) — ударні

## Дискографія

### Мініальбоми
- Sol Del Sur (2020)
- Somewhere Tropical (2021)
- Outta Their Minds (2023)
- At Least I Tried (2023)

### Сингли
- "Just Yesterday" (2020)
- "Crashed My Bike" (2021)
- "Clementine" (2022)
- "I Want You" (2022)
- "Cadillac" (2023)
- "Kaden's Van" (2023)
- "At Least I Tried" (2023)[14]
- "Cut My Hair" (2023)[15]